# Kabinet-Law
Het kabinet-Law was de uitvoerende macht van de Britse overheid van 23 oktober 1922 tot 22 mei 1923.

## Samenstelling
|                                                                         | Bonar Law                | Bonar Law (1858–1923)                                      | Premier                           | 23 oktober 1922 | 22 mei 1923      | Conservative Party |        |        |
| Leader of the House of Commons                                          | Bonar Law                | Bonar Law (1858–1923)                                      |                                   | 23 oktober 1922 | 22 mei 1923      | Conservative Party |        |        |
|                                                                         | Stanley Baldwin          | Stanley Baldwin (1867–1947)                                | Minister van Financiën            | 23 oktober 1922 | 27 augustus 1923 | Conservative Party |        |        |
|                                                                         | George Curzon            | Markies van Curzon van Kedleston George Curzon (1859–1925) | Minister van Buitenlandse Zaken   | 23 oktober 1922 | 22 januari 1924  | Conservative Party |        |        |
| Leader of the House of Lords                                            | George Curzon            | Markies van Curzon van Kedleston George Curzon (1859–1925) | 7 december 1916                   |                 | 22 januari 1924  | Conservative Party |        |        |
|                                                                         | William Bridgeman        | William Bridgeman (1864–1935)                              | Minister van Binnenlandse Zaken   | 23 oktober 1922 | 22 januari 1924  | Conservative Party |        |        |
|                                                                         | James Gascoyne-Cecil     | Markies van Salisbury James Gascoyne- Cecil (1861–1947)    | Lord President of the Council     | 23 oktober 1922 | 22 januari 1924  | Conservative Party |        |        |
| Kanselier van het Hertogdom Lancaster                                   | James Gascoyne-Cecil     | Markies van Salisbury James Gascoyne- Cecil (1861–1947)    | 25 mei 1925                       | 23 oktober 1922 |                  | Conservative Party |        |        |
|                                                                         |                          |                                                            | Lord Privy Seal                   | Vacant          | Vacant           | Vacant             | Vacant | Vacant |
|                                                                         | George Cave              | Burggraaf Cave George Cave (1874–1965)                     | Lord Chancellor                   | 23 oktober 1922 | 22 januari 1924  | Conservative Party |        |        |
|                                                                         | Edward Stanley           | Graaf van Derby Edward Stanley (1865–1948)                 | Minister voor Oorlog              | 23 oktober 1922 | 22 januari 1924  | Conservative Party |        |        |
|                                                                         | Leo Amery                | Leo Amery (1873–1955)                                      | Minister voor de Marine           | 23 oktober 1922 | 22 januari 1924  | Conservative Party |        |        |
|                                                                         | Philip Cunliffe-Lister   | Sir Philip Cunliffe- Lister (1884–1972)                    | Voorzitter van de Handelsraad     | 23 oktober 1922 | 22 januari 1924  | Conservative Party |        |        |
|                                                                         | Arthur Griffith-Boscawen | Sir Arthur Griffith- Boscawen (1865–1946)                  | Minister van Volksgezondheid      | 23 oktober 1922 | 8 maart 1923     | Conservative Party |        |        |
|                                                                         | Neville Chamberlain      | Neville Chamberlain (1869–1940)                            | Minister van Volksgezondheid      | 8 maart 1923    | 22 januari 1924  | Conservative Party |        |        |
|                                                                         | Anderson Montague-Barlow | Sir Anderson Montague- Barlow (1868–1951)                  | Minister van Arbeid               | 23 oktober 1922 | 22 januari 1924  | Conservative Party |        |        |
|                                                                         | George Tryon             | George Tryon (1871–1940)                                   | Minister van Pensioenen           | 23 oktober 1922 | 22 januari 1924  | Conservative Party |        |        |
|                                                                         | Edward Wood              | Edward Wood (1881–1959)                                    | Minister van Onderwijs            | 23 oktober 1922 | 22 januari 1924  | Conservative Party |        |        |
|                                                                         | John Baird               | Sir John Baird (1874–1941)                                 | Minister van Transport            | 23 oktober 1922 | 22 januari 1924  | Conservative Party |        |        |
| Minister van Openbare Werken                                            | John Baird               | Sir John Baird (1874–1941)                                 |                                   | 23 oktober 1922 | 22 januari 1924  | Conservative Party |        |        |
|                                                                         | Robert Sanders           | Sir Robert Sanders (1867–1940)                             | Minister van Landbouw en Visserij | 23 oktober 1922 | 22 januari 1924  | Conservative Party |        |        |
|                                                                         | Victor Cavendish         | Hertog van Devonshire Victor Cavendish (1868–1938)         | Minister voor Koloniale Zaken     | 23 oktober 1922 | 22 januari 1924  | Conservative Party |        |        |
|                                                                         | Willem Peel              | Graaf Peel Willem Peel (1867–1937)                         | Minister voor Brits-Indië         | 20 maart 1922   | 22 januari 1924  | Conservative Party |        |        |
|                                                                         | John Gilmour             | Burggraaf Novar Ronald Munro Ferguson (1860–1934)          | Minister voor Schotland           | 23 oktober 1922 | 22 januari 1924  | Onafhankelijk      |        |        |
| Formeel geen leden van het kabinet, maar woonde kabinetsvergadering bij |                          |                                                            |                                   |                 |                  |                    |        |        |
| Ambtsbekleder                                                           | Ambtsbekleder            | Ambtsbekleder                                              | Functie                           | Ambtstermijn    | Ambtstermijn     | Partij             |        |        |
|                                                                         |                          |                                                            | Thesaurier-generaal               | Vacant          | Vacant           | Vacant             |        |        |
|                                                                         |                          | Neville Chamberlain (1869–1940)                            | Thesaurier-generaal               | 5 februari 1923 | 22 mei 1923      | Conservative Party |        |        |
|                                                                         | Douglas Hogg             | Sir Douglas Hogg (1872–1950)                               | Advocaat-generaal                 | 23 oktober 1922 | 22 januari 1924  | Conservative Party |        |        |
|                                                                         |                          | Neville Chamberlain (1869–1940)                            | Minister voor Posterijen          | 23 oktober 1922 | 5 februari 1923  | Conservative Party |        |        |
|                                                                         | William Joynson-Hicks    | Sir William Joynson-Hicks (1865–1932)                      | Minister voor Posterijen          | 5 februari 1923 | 22 mei 1923      | Conservative Party |        |        |

Russell I ·
Smith-Stanley I ·
Hamilton-Gordon ·
Temple I ·
Smith-Stanley II ·
Temple II ·
Russell II ·
Smith-Stanley III ·
Disraeli I ·
Gladstone I ·
Disraeli II ·
Gladstone II ·
Gascoyne-Cecil I ·
Gladstone III ·
Gascoyne-Cecil II ·
Gladstone IV ·
Primrose ·
Gascoyne-Cecil III ·
Gascoyne-Cecil IV ·
Balfour ·
Campbell-Bannerman ·
Asquith I ·
Asquith II ·
Asquith III ·
Asquith IV ·
Lloyd George I ·
Lloyd George II ·
Law ·
Baldwin I ·
MacDonald I ·
Baldwin II ·
MacDonald II ·
MacDonald III ·
MacDonald IV ·
Baldwin III ·
Chamberlain I ·
Chamberlain II ·
Churchill I ·
Churchill II ·
Attlee I ·
Attlee II ·
Churchill III ·
Eden ·
Macmillan I ·
Macmillan II ·
Douglas-Home ·
Wilson I ·
Wilson II ·
Heath ·
Wilson III ·
Callaghan ·
Thatcher I ·
Thatcher II ·
Thatcher III ·
Major I ·
Major II ·
Blair I ·
Blair II ·
Blair III ·
Brown ·
Cameron I ·
Cameron II ·
May I ·
May II ·
Johnson I ·
Johnson II ·
Truss ·
Sunak ·
Starmer